# Tommy Sheridan
Tommy Sheridan, né le 7 mars 1964 à Glasgow, est un homme politique écossais d'extrême gauche.
Il a fait ses études dans une école catholique, puis a été diplômé de l'université de Stirling. Il a épousé Gail, une hôtesse de l'air, en 2000.

## Le militant
Tommy Sheridan était un militant actif de la tendance Militant  du Labour Party, issue du trotskisme. Il s'est fait connaître en s'opposant à l'application de la « poll tax », un impôt décidé par Margaret Thatcher : il fut ainsi emprisonné six mois pour s'être opposé à la vente des meubles des habitants de son quartier qui résistaient au paiement de l'impôt. Il fut également emprisonné pour son action d'opposition à la présence d'une flotte nucléaire dans la base de Faslane.

## Le fondateur du SSP
Il a fondé le SSP (Parti socialiste écossais) dont il a été le premier député en 1999. En mai 2003, avec 128 026 voix (7,68 %), le SSP parvient à faire élire 6 députés au Parlement écossais dont Tommy Sheridan.

## Problèmes et scission
Mais des problèmes internes, relayés par les tabloïds britanniques, ont conduit Tommy Sheridan à abandonner son poste de porte-parole du SSP, à la fin de 2004. Il était accusé par les tabloïds d'avoir des mœurs légères. En août 2006, Tommy Sheridan a gagné son procès en diffamation contre le tabloïd News of the World, mais ce procès a révélé une crise interne du SSP, une partie de ses dirigeants acceptant de témoigner devant la justice britannique des débats internes de l'organisation.
Au début de septembre 2006, Tommy Sheridan choisit de quitter le SSP avec la majorité de ses membres, pour fonder un nouveau mouvement appelé Solidarité (Mouvement socialiste d'Écosse). Ce parti a deux députés au Parlement écossais : Tommy Sheridan et Rosemary Byrne, les autres restant au SSP. Une grande partie des syndicats qui avaient adhéré au SSP se sont désaffiliés. Solidarité a tenu son premier congrès en novembre 2006.
Une campagne extrêmement haineuse est menée en août et septembre 2006 contre Tommy Sheridan, accusé d'être un menteur, par l'équipe demeurée à la tête de ce qui reste du SSP Des vidéos sont diffusées sur le Net, des déclarations sont faites sur la seule question de la « Vérité » par ces dirigeants. Des militants du SSP sont allés jusqu'à brûler des effigies de Tommy Sheridan.

## À la tête d'un nouveau parti, Solidarité
Tommy Sheridan a mené la campagne électorale de 2007 pour tenter d'être réélu à Glasgow comme député au Parlement écossais. Son nouveau parti, Solidarité (Mouvement socialiste d'Écosse), a également fait campagne aux élections municipales. Mais s'il a réussi à faire de sa jeune organisation la première des organisations de la gauche socialiste, il a raté sa réélection au parlement écossais de moins de 1 %, lors du scrutin du 3 mai 2007.

## Controverse
Au début de l'année 2009, Tommy Sheridan participe à une émission de télé-réalité, Celebrity Big Brother 6. Cette intervention suscite des réactions diverses, plutôt de désapprobation, dans son propre parti.